# Thory (Somme)
Thory is een gemeente in het Franse departement Somme (regio Hauts-de-France) en telt 150 inwoners (1999). De plaats maakt deel uit van het arrondissement Montdidier.

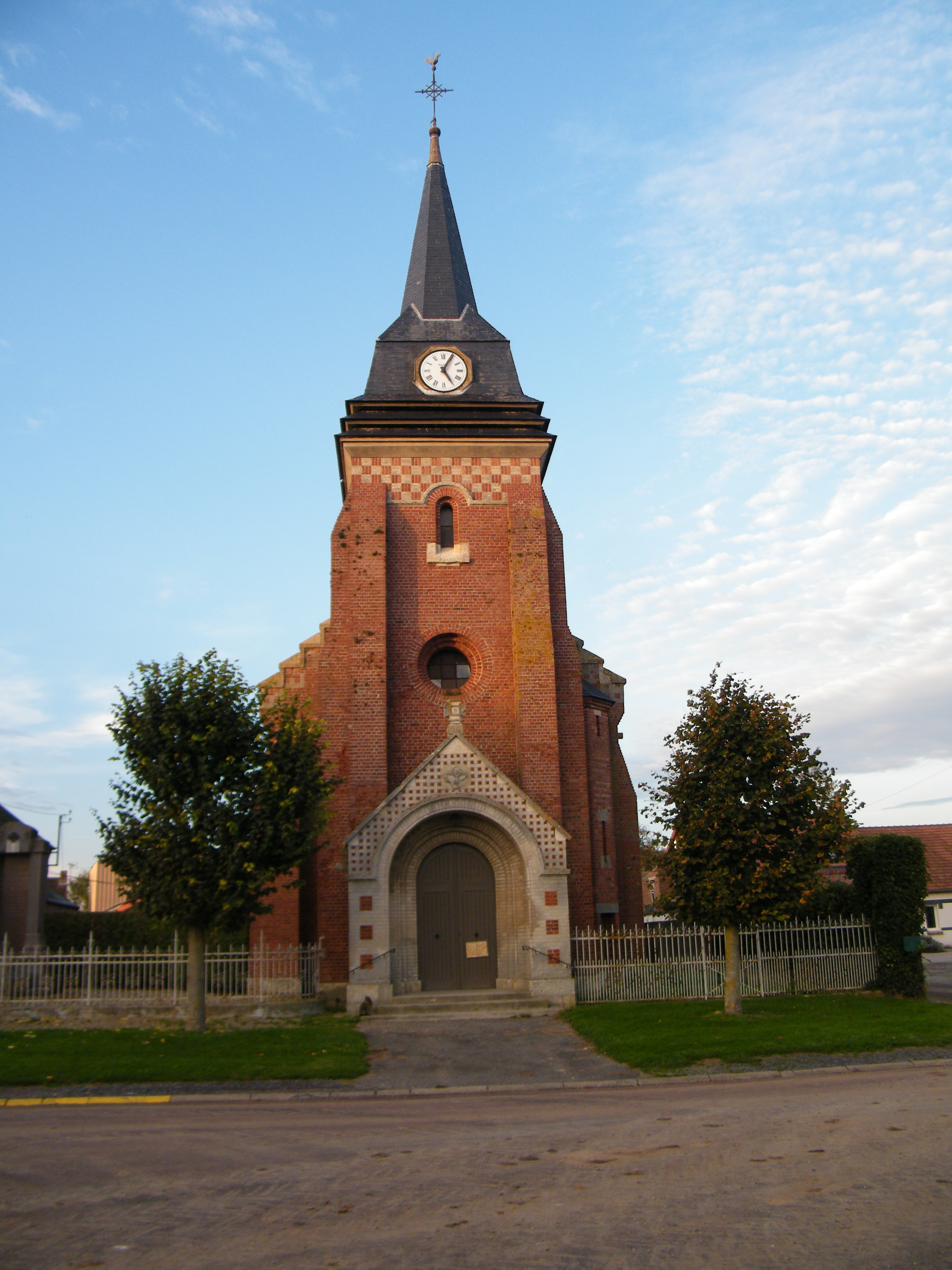
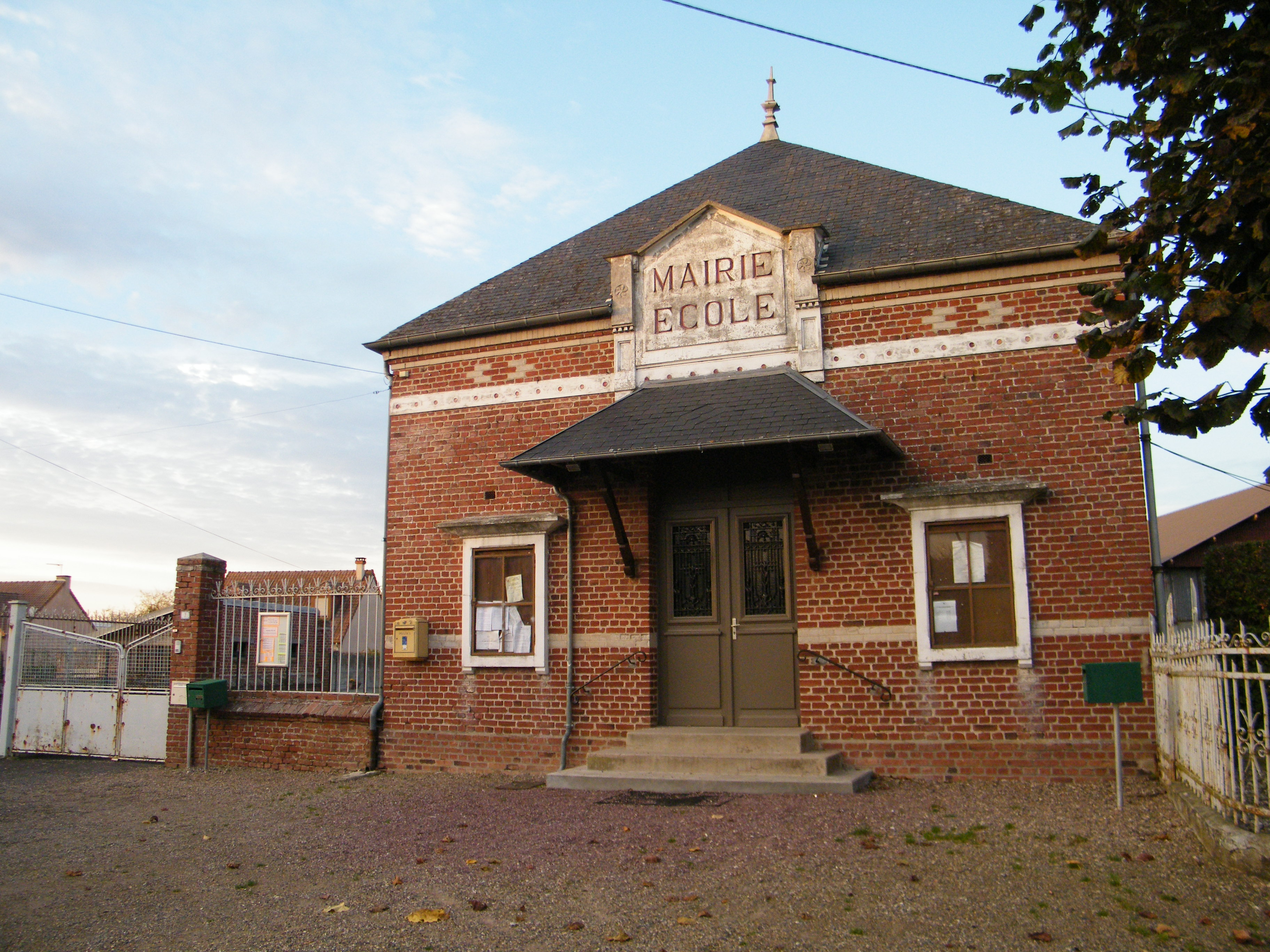

## Geografie
De oppervlakte van Thory bedraagt 5,2 km², de bevolkingsdichtheid is 28,8 inwoners per km².
De onderstaande kaart toont de ligging van Thory (Somme) met de belangrijkste infrastructuur en aangrenzende gemeenten.

## Demografie
Onderstaande figuur toont het verloop van het inwonertal (bron: INSEE-tellingen).